# Kostol
Kostol (cyr. Костол) – wieś w Serbii, w okręgu borskim, w gminie Kladovo. W 2011 roku liczyła 961 mieszkańców.
Nieopodal wsi znajdują pozostałości rzymskiego Mostu Trajana, wybudowanego w II wieku n.e. według projektu Apolodora. Do czasów współczesnych zachowały się tylko jego przyczółki.